# Цукерник, Леон
Леон Цукерник (чеш. Leon Tsoukernik; род. 7 ноября 1973) — чешский предприниматель, игрок в покер, филантроп и коллекционер предметов искусства. В прошлом являлся CEO компаний Vestar Group и King’s Casino. Один из наиболее успешных игроков в покер в истории Чехии: сумма его призовых в покерных турнирах на 2020 год составила более $ 4 900 000. Выступает генеральным спонсором чешского хоккейного клуба Шкода Пльзень. 

## Антикварный бизнес
Карьеру в сфере торговли антиквариатом Цукерник начал в 1991 году в Торонто. В 1993 году он переехал в Прагу и переместил бизнес в Чехию. В качестве специалиста в направлении Бидермейер, в 1996 году основывает международный антикварный бизнес с компаньонами Адамом Брауном и Андреей Цемель. В 1999 году увидел свет их совместный проект Iliad Antik New York. Владеет несколькими антикварными магазинами в Праге и Вашингтоне. С 1993 года принимает участие в международных конференциях и ярмарках, посвященным искусству и антиквариату, среди которых мероприятия в Палм-Бич, Далласе, Нью-Йорке и других городах.

## Игорный и гостиничный бизнес
В 2002 году Цукерник приобрел земельный участок для строительства казино в чешском городке Розвадов (чеш. Rozvadov), расположенном близ немецкой границы. 26 июня 2003 года King's был открыт. В 2010 году в Розвадове открывает свои двери гостиница King’s Admiral. В 2011 году Цукерник открыл казино King’s в Праге, а затем, в 2014 — казино Bellevue в Марианске-Лазне.  
Приняв более 250 тысяч посетителей и обладая призовым фондом, превышающим 15 миллионов евро, в 2014 году казино King’s стало крупнейшим покер-румом в Европе. В 2016 в Розвадове началось строительство новых помещений для проведения покерных турниров общей площадью 1800 м², а также пятизвездочного отеля. В ноябре 2020 года Цукерник приобрел казино Casino Atrium в пражском отеле Hilton, известное благодаря турниру EPT Prague. Казино было вскоре переименовано в King's Casino Prague. 
В июне 2024 года принял решение покинуть индустрию азартных игр.

## Покер
С 2011 года Цукерник регулярно участвует в ведущих покерных турнирах. Среди его достижений второе место на турнире Казино Австрия Покер Тур (англ. Casinos Austria Poker Tour) в Инсбруке, первое и третье места в Европейском покерном туре по Пот-Лимит Омаха (англ. European Masters Series of Pot Limit Omaha) в Розвадове в 2016 году, а также победа в Европейском покерном туре (англ. European Poker Tour), который проходил в Праге зимой 2016 года, где его выигрыш составил более 740 тысяч евро.
В 2015 году, в ходе переговоров с организаторами Мировой серии покера (англ. World Series of Poker), наиболее престижной серией покерных турниров в мире, было принято решение о проведении турниров Circuit и Europe в казино King’s в Розвадове, при этом ранее турниры Мировой серии покера проводились только в Великобритании, Франции и Германии. В мае 2017 года Цукерник занял четвертое место в Кубке Супер Хай-Роллеров (англ. SuperHigh Roller Bowl) в Лас-Вегасе, выиграв 1,8 миллионов евро. Во время WSOPE 2019 Цукерник выиграл €1,102,000 в турнире €100K Short Deck, в финале обойдя Филла Айви.
Цукерник является одним из наиболее успешных игроков в покер в Чехии.

## Награды и премии
На церемонии Европейские покерные награды (англ. European Poker Awards), которая проходила на Мальте в 2015 году, Цукерник был назван личностью года в покерной индустрии.

## Увлечения
Искусство, антиквариат, классическая музыка и покер.

## Личная жизнь
Имеет двоих детей.

## Религиозные убеждения и филантропия
Исповедует иудаизм. В 2023 году Цукерник приобрел земельный участок в Марианске-Лазне с целью восстановления синагоги, которая была сожжена нацистами во время еврейского погрома 9-10 ноября 1938 года. Архитектором проекта назначен известный канадско-израильский архитектор Моше Сафди. 